# En Unión y Libertad

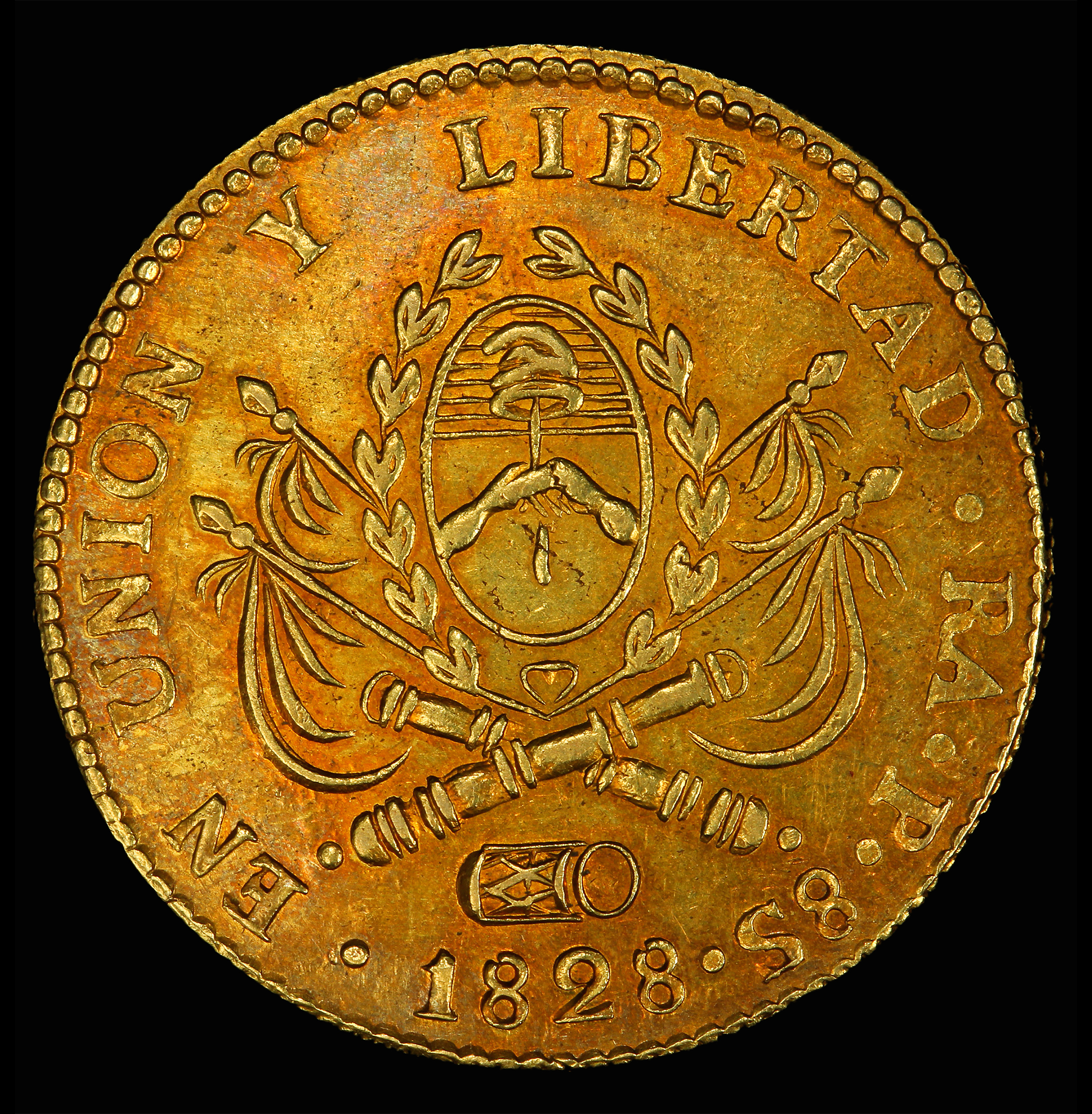
Antigua moneda de las Provincias Unidas del Río de la Plata acuñada en 1828, con el lema.

«En Unión y Libertad» es una expresión utilizada por primera vez como lema en las monedas de plata y oro acuñadas en Potosí por orden de la Asamblea del Año XIII durante la guerra de la Independencia emprendida por las Provincias Unidas del Río de la Plata para emanciparse de la corona española. Abandonada desde la década de 1840, no volvió a hacer su aparición en la numismática argentina hasta que fue recuperada en la última década del siglo XX, y actualmente se la encuentra inscrita en todas las monedas y billetes del peso argentino en circulación. La expresión fue usada en una de las banderas que acompañó la campaña sanmartiniana a Chile, y en la actual bandera de la provincia de San Juan. Diversos autores consideran esta expresión como el lema nacional de la República Argentina.

## Historia
En la reunión que tuvo lugar el 13 de abril de 1813, la Asamblea General Constituyente decretó la eliminación de la efigie real, suplantándola por el Escudo Nacional y acompañando esa representación por la leyenda «En Unión y Libertad».

Sesión del martes 13 de abril (1813). Ley.
 La Asamblea General Constituyente ordena, que el Supremo Poder Executivo comunique lo que corresponde al Super-Intendente de la Casa de Moneda de Potosí, a fin de que inmediatamente y baxo la misma ley y peso que ha tenido la moneda de oro y plata en los últimos reinados de D. Carlos IV y su hijo D. Fernando VII; se abran y se esculpan nuevos sellos por el orden siguiente.
Moneda de Plata. La moneda de Plata que de aquí en adelante debe acuñarse en la Casa de Moneda de Potosí, tendrá por una parte el sello de la Asamblea General, quitado el Sol que lo encabeza, y un letrero  alrededor que diga, Provincias del Río de la Plata; por el reverso un Sol que ocupe todo el centro y  alrededor la inscripción siguiente, En Unión y Libertad; debiendo además llevar todos los otros signos que expresan el nombre de los ensayadores, lugar de su amonedación, año y valor de la moneda y demás que han contenido las expresadas monedas.
Moneda de Oro. Lo mismo que la de Plata con solo la diferencia, que al pié de la pica y baxo de las manos que la afianzan se esculpan trofeos militares consistentes en dos banderas de cada lado, dos cañones cruzados y un tambor al pié. De una y otra deberán sacarse dibuxos en pergamino, que autorizados debidamente acompañen la orden de la nueva amonedación.
Firmado, Pedro Agrelo, Presidente. Hipólito Vieytes, Secretario

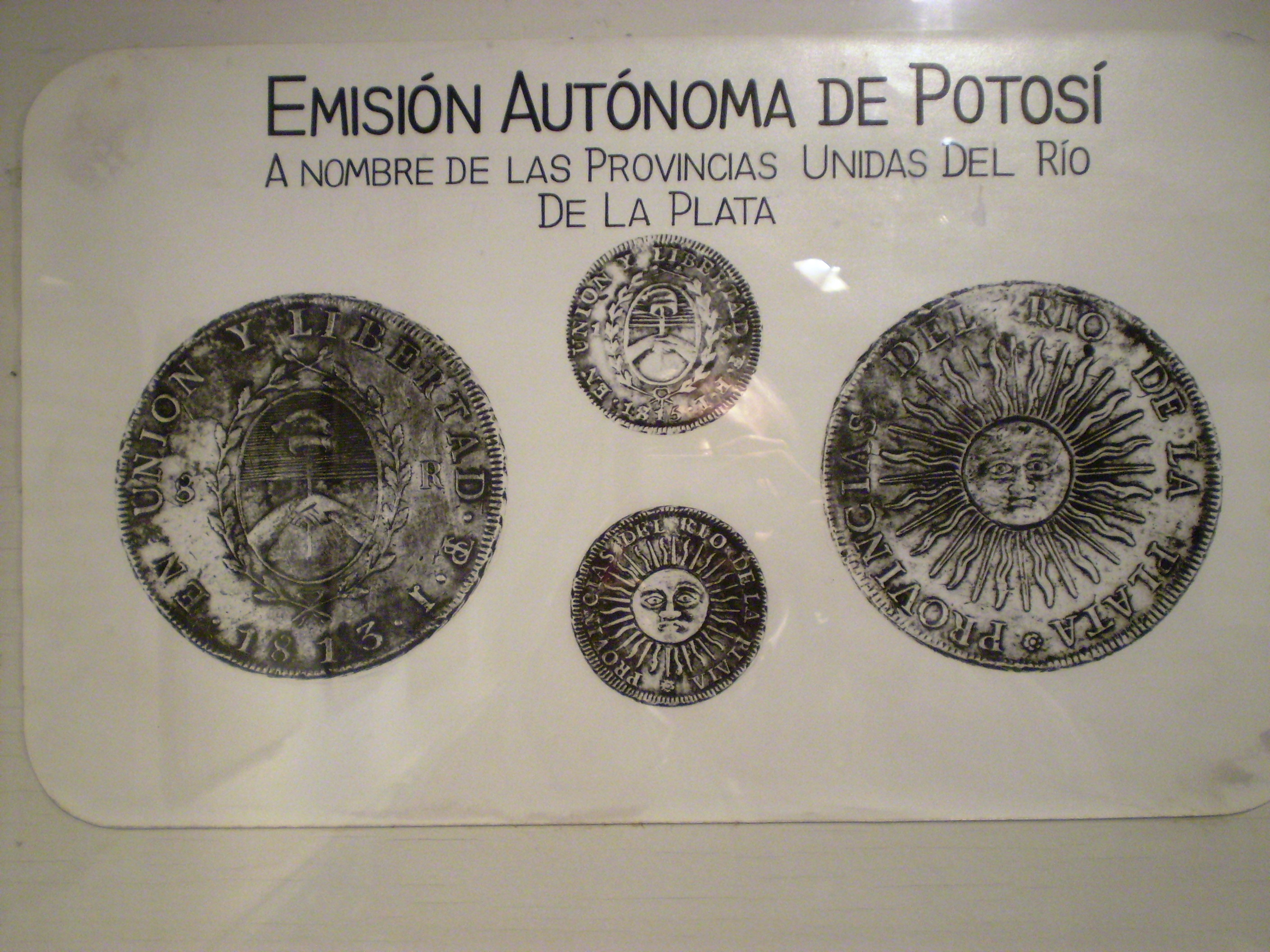
Primeras monedas potosinas acuñadas a nombre de las Provincias Unidas del Río de la Plata en 1813, en las que el lema «En Unión y Libertad» acompaña el escudo.
Infografía del Museo Histórico del Norte, cabildo de la ciudad de Salta, Argentina.

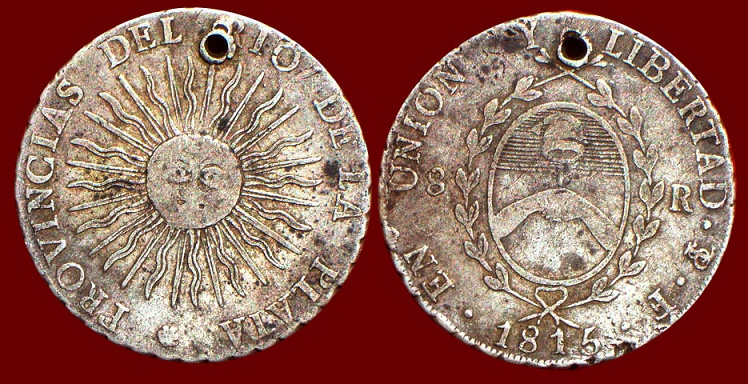
Moneda de las Provincias Unidas del Río de la Plata emitida en 1815, con la inscripción «En Unión y Libertad».

Gaspar de Vigodet, capitán general del Río de la Plata —establecido en la plaza de Montevideo—, así lo informó al ministro español en el Brasil Juan del Castillo, y al secretario de Estado —Consejo de Regencia de España e Indias—, en dos cartas escritas con el mismo objeto:

Los rebeldes de Buenos Aires han enarbolado un pabellón con dos listas azul celeste a las orillas y una blanca en medio. Y han acuñado moneda con el lema de 'Provincias del Río de la Plata en unión y libertad'. Así se han quitado de una vez la máscara con que cubrieron su bastardía desde el principio de la insurrección y declarándose independientes de la Nación se han presentado a los demás como un Estado nuevo [...]

Al respecto, Estanislao Zeballos escribió en su libro El escudo y los colores nacionales:

En resumen: los atributos combinados del blasón nacional, gorro, pica y manos encajadas que la sostienen, responden á la idea de la aparición de las provincias del Virreinato en el concierto de las naciones independientes, bajo los auspicios del lema: En Unión y Libertad, que la moneda, decretada por la Asamblea el 13 de abril de 1813, consagró en el cuño perdurable.

La expresión «En Unión y Libertad» se repitió en la emisión monetaria de 1815, y en las monedas posteriores que se asemejaron: el ensayo de Córdoba de 1815, las piezas riojanas de 1824 a 1837, las monedas riojanas de 1840 del tipo «unitario», los medios reales de Córdoba de 1839 y 1840, y los reales de 1840 y 1841.
Además, se conserva una bandera de la época de la independencia que porta ese lema. La bandera de la expedición que al mando del teniente coronel Juan Manuel Cabot salió de San Juan y traspuso la cordillera cumpliendo órdenes de José de San Martín —con quien se reunió en Chile después de tomar la plaza de Coquimbo— muestra la leyenda «En Unión y Libertad» debajo de las manos del escudo. Fue la primera bandera argentina enarbolada en Chile.
En el presente, el lema se encuentra en todas las denominaciones en circulación del peso argentino, como así también en la bandera de la provincia de San Juan.
Para Adriana Gómez, la fórmula "en unión y libertad" es una reproducción de los ideales europeos cosechados en la revolución de 1789.